# Les Glaces merveilleuses
Les Glaces merveilleuses è un cortometraggio muto del 1907 diretto da Segundo de Chomón e Ferdinand Zecca.

## Trama
Un giovane inventore scopre un fluido meraviglioso che, applicato su uno specchio, crea un duplicato di chi vi si riflette e che scompare quando lo si strofina via dal vetro.

## Produzione
Il film fu prodotto dalla Pathé Frères.

## Distribuzione
Negli Stati Uniti, il film - un cortometraggio di sette minuti - venne importato e distribuito dalla Pathé Frères il 28 dicembre 1907 con il titolo inglese The Magic Mirror e quindi, il 4 ottobre 1908, come Wonderful Mirrors.